# 커튼원양해파리
커튼원양해파리(Chrysaora quinquecirrha)는 해파리강 기구해파리목 원양해파리과에 속하는 맹독성 해파리다. 대서양이나 인도태평양(Indo-Pacific)의 아열대 바다에서 나타난다. 최근에는 지구온난화로 인해 대한민국 경상남도 남해에서도 출몰한 바 있다.
최근 2021년 대한민국양양 앞바다에서도 출몰한다

## 특징
커튼원양해파리는 대한민국 연안에서 발견되는 다른 해파리류에 비해 입다리가 상대적으로 매우 발달되어 있다. 이름에 걸맞게 입다리의 모양이 커튼처럼 부드럽게 주름져 있어서 매우 아름답다. 우산의 직경은 10cm 전후로 중형에 속하며, 전체길이는 30~50cm 정도이다.

## 참조
- MacKay, Bryan (1995년). 《Hiking, Cycilng, and Canoeing in Maryland: A Family Guide》. Johns hopkins University Press. 244-245쪽. ISBN 0-8018-5035-5.